# Remilly Les Marais
Remilly Les Marais ist eine französische Gemeinde mit 1.064 Einwohnern (Stand 1. Januar 2022)
im Département Manche in der Region Normandie. Sie gehört zum Arrondissement Saint-Lô und zu den Kantonen Saint-Lô-1.
Sie entstand mit Wirkung vom 1. Januar 2017 als Commune nouvelle durch die Zusammenlegung der bisherigen Gemeinden Remilly-sur-Lozon, Le Mesnil-Vigot und Les Champs-de-Losque, die in der neuen Gemeinde den Status einer Commune déléguée haben. Der Verwaltungssitz befindet sich im Ort Remilly-sur-Lozon.

## Gliederung
| Ortsteil                            | ehemaliger INSEE-Code | Fläche (km²) | Einwohnerzahl zum 1. Januar 2022 |
| ----------------------------------- | --------------------- | ------------ | -------------------------------- |
| Remilly-sur-Lozon (Verwaltungssitz) | 50431                 | 9,56         | 647                              |
| Le Mesnil-Vigot                     | 50325                 | 3,26         | 220                              |
| Les Champs-de-Losque                | 50119                 | 9,31         | 197                              |

## Lage
Remilly Les Marais liegt rund 15 Kilometer nordwestlich von Saint-Lô im Regionalen Naturpark Marais du Cotentin et du Bessin. Der Fluss Lozon durchquert das Gemeindegebiet.

## Sehenswürdigkeiten
- Kirche Saint-Martin, erbaut im 15. Jahrhundert
- Kirche Saint-Bau in Les Champs-de-Losque, rekonstruiert nach einem früheren Bau im 19. Jahrhundert
- Kirche Saint-Germain in Le Mesnil-Vigot, ein romanischer Bau, erneuert im 18. Jahrhundert